# Антонюв (Пшисуський повіт)
Антонюв (пол. Antoniów) — село в Польщі, у гміні Гельнюв Пшисуського повіту Мазовецького воєводства.
Населення — 244 особи (2011).
У 1975-1998 роках село належало до Радомського воєводства.

## Демографія
Демографічна структура станом на 31 березня 2011 року:
|          | Загалом | Допрацездатний вік | Працездатний вік | Постпрацездатний вік |
| -------- | ------- | ------------------ | ---------------- | -------------------- |
| Чоловіки | 115     | 14                 | 74               | 27                   |
| Жінки    | 129     | 28                 | 65               | 36                   |
| Разом    | 244     | 42                 | 139              | 63                   |